# Gens Minàcia
La gens Minàcia (en llatí Minacia gens) va ser una gens romana d'origen plebeu i d'importància secundària.
Apareixen algunes monedes de la família: una que menciona a un Marc Minaci Sabí (Marcus Minatius Sabinus) que va ser legat sota Gneu Pompeu el Jove a Hispània. Un ancestre de Vel·leu Patèrcul portava el nom de Minaci Magi (Minatius Magius).